# Żywocickie Łęgi
Żywocickie Łęgi este o arie protejată (sit de importanță comunitară — SCI) din Polonia întinsă pe o suprafață de 101,8 ha, integral pe uscat.

## Localizare
Centrul sitului Żywocickie Łęgi este situat la coordonatele 50°27′20″N 18°00′22″E / 50.4555°N 18.0062°E.

## Înființare
Situl Żywocickie Łęgi a fost declarat sit de importanță comunitară în octombrie 2009 pentru a proteja un număr necunoscut de specii din flora spontană și fauna sălbatică aflate în arealul zonei.

## Biodiversitate
Situată în ecoregiunea continentală, aria protejată conține 4 habitate naturale: Lacuri eutrofice naturale cu vegetație de tip Magnopotamion sau Hydrocharition, Fânețe de joasă altitudine (Alopecurus pratensis, Sanguisorba officinalis), Păduri aluvionare cu Alnus glutinosa și Fraxinus excelsior (Alno-Padion, Alnion incanae, Salicion albae), Păduri mixte riverane de Quercus robur, Ulmus laevis și Ulmus minor, Fraxinus excelsior sau Fraxinus angustifolia, de-a lungul marilor râuri (Ulmenion minoris).
La baza desemnării sitului se află un număr nedeclarat de specii protejate.